# Karl Friedrich Burdach
Karl Friedrich Burdach (Leipzig, 12 de junho de 1776 — Königsberg, 16 de julho de 1847) foi um fisiologista alemão.
Graduado em medicina na Universidade de Leipzig, onde obteve o doutorado em 1799. Em 1811 foi professor de fisiologia da Universidade de Tartu, e quatro anos depois assumiu a mesma posição na Universidade de Königsberg.

## Publicações selecionadas
Dentre suas obras constam:  
- Diatetik für Gesunde, 1805
- Enzyklopädie der Heilwissenschaft, três volumes, 1810–1812
- Vom Bau und Leben des Gehirns und Rückenmarks, três volumes, 1819–1825
- Die Physiologie als Erfahrungswissenschaft, 1826–1840